# Левада Юрій Олександрович
Юрій Олександрович Левада (Море́йнис) (24 квітня 1930, Вінниця — 16 листопада 2006, Москва) — радянський та російський соціолог та політолог. Його ім'ям названий соціологічний інститут «Левада-Центр». Лауреат російської премії «Людина року» за 2004 у номінації «Аналітика» за версією Rambler.ru.

## Життєпис
Юрій Левада народився у Вінниці 24 квітня 1930 року (вул. Котовського, 17, кв. 12). У газеті «Вінницька правда» вийшли перші статті тоді школяра Юрія Левади.
З 1937 року Юрій Левада вчився спочатку в українській, а потім російській школі № 18 м. Вінниці. У роки війни Левада разом із мамою був в евакуації в Тюмені. По війні повернувся й вчився в СШ №.4, яку і закінчив у 1947 із золотою медаллю. Цього ж року вступив до Московського державного університету на філософський факультет. Постійно приїздив до Вінниці навідувати свою матір.
У 1952 закінчив філософський факультет Московського університету. Завжди цікавився соціологією, однак у ті роки отримати знання з цієї області можна було лише на філософському факультеті. Доктор філософських наук 1966 (дисертація присвячена соціологічним проблем релігії), професор.
У 1956—1988 працював у наукових інститутах АН СРСР. У 1960-ті роки він читав лекції з соціології на факультеті журналістики МДУ. У 1969 був позбавлений звання професора «за ідеологічні помилки в лекціях». Інститут конкретних соціальних досліджень (ІКСІ АН СРСР), де Ю. Левада завідував сектором теорії та методології, був підданий тотальній політичній чистці. Ю. Левада був вилучений із штату ІКСІ і перейшов на роботу в Центральний економіко-математичний інститут (ЦЕМІ АН СРСР). Після цього створений Левадою на початку 1960-х методологічний семінар, який об'єднав однодумців з різних наукових сфер, надовго перейшов на напівлегальний стан. В 1988 році Ю. Левада і ядро співробітників сектору ІКСІ, членів семінару прийшли на роботу в незадовго до цього створений Всесоюзний центр вивчення громадської думки (рос. Всесоюзный центр изучения общественного мнения, ВЦИОМ).

### Робота у ВЦИОМ
З 1988 по 1992 був керівником відділу теоретичних досліджень, створеного на хвилі перебудови Всеросійського центру вивчення громадської думки (ВЦИОМ), під керівництвом Тетяни Заславської. У 1992 очолив цю організацію. Колектив ВЦИОМ було створено, значною мірою, за рахунок злиття кількох наукових колективів, які раніше працювали з Т. І. Заславською, Б. А. Грушиним, В. М. Рутгайзером, Ю. А. Левадою.
З 1994 — головний редактор журналу «Соціальні та економічні зміни: моніторинг громадської думки».
Починаючи з 1991, колектив ВЦИОМ проводить серії досліджень напередодні виборів президента Росії, виборів до Державної Думи Росії, виборів у законодавчі та виконавчі органи влади регіонів країни. Результати цих досліджень зазвичай виявляються близькими до офіційних результатів, що неодноразово підтверджувалося представниками професійного співтовариства.
Навесні 1993 була запущена дослідну програму «Моніторинг економічних і соціальних змін», розроблена під керівництвом Т. І. Заславської. Ця програма, заснована на регулярних соціологічних дослідженнях (шість масових опитувань населення в рік), надає матеріал для аналізу довгострокових рядів соціологічних даних про ставлення всіх верств населення Росії до змін в основних сферах соціального та економічного життя суспільства.
Після низки трансформацій, що фактично не змінювали статус сталого наукового колективу, 6 серпня 2003 Міністерство майнових відносин РФ ухвалило рішення про перетворення ФГУП ВЦИОМ на ВАТ «Всеросійський центр вивчення громадської думки», яке поставило діяльність Центру під контроль державних структур та осіб, раніше не пов'язаних з науковою діяльністю ВЦИОМ. У цих умовах всі співробітники ВЦИОМ в повному складі перейшли на роботу в Аналітичну службу ВЦИОМ (ВЦИОМ-А).
Юрій Левада — автор кількох книг, написав понад 200 статей з проблем соціології, громадської думки. Він мав великий науковий авторитет і серед українських соціологів. Юрій Левада неодноразово відвідував Україну, цікавився проблемами розвитку нашої держави, виступав на круглих столах, багато присвятив часу та енергії задля зміцнення добросусідських україно-російських відносин. У нього склалися теплі ділові й особисті взаємини з великою кількістю українських вчених, викладачів і дослідників.
16 листопада 2006 року Юрій Левада помер у своєму робочому кабінеті. Похований на Троєкуровському цвинтарі.

### Родина
Мати — Наталя Львівна, журналіст, працювала в обласній газеті й на радіо. Вітчим — Олександр Степанович Левада, письменник, учасник Великої Вітчизняної війни, мав бойові нагороди. Зведена сестра — художниця Леся Левада.

## Левада-Центр
У 2004 році, після того, як на ВЦИОМ почала тиснути російська влада, Юрій Левада майже з усіма співробітниками ВЦИОМ створив Аналітичний центр Юрія Левади («Левада-Центр»), одну із найавторитетніших соціологічних установ Російської Федерації. Центр регулярно проводить соціологічні опитування, видає журнал та аналітичний бюлетень, тематичні збірники, часто публікує матеріали в ЗМІ. «Левада-Центр» продовжує програми досліджень, започатковані його колективом в 1990-2000-х роках.
«Левада-Центр» випускає інформаційний та аналітичний журнал «Вісник громадської думки. Дані. Аналіз. Дискусії», що продовжує лінію журналу «Моніторинг громадської думки» (видавався колективом фахівців ВЦИОМ протягом 10 років — з 1993 по серпень 2003 (NN 1-66) і мав періодичність 6 разів на рік). Крім того, Левада-Центр видає щорічник «Громадська думка» російською та англійською мовами, тематичні збірники, а також представляє публікації в різних ЗМІ.

## Публікації
Автор кількох книг, понад 200 статей з проблем соціології, громадської думки, теорії та методології соціології, соціології релігії, соціальної антропології.

### Монографії
- Социальная природа религии, М., 1965 (польською мовою — 1968, рос. текст [Архівовано 13 червня 2008 у Wayback Machine.]);
- Лекции по социологии., М., 1969;
- Есть мнение. М., 1990 (в соавторстве);
- Статьи по социологии. М., 1993.
- Советский простой человек. М., 1993 (у співавторстві).
- От мнений к пониманию: социологические очерки 1993—2000. М., 2000 (текст onнайн)
- Ищем человека: социологические очерки 2000—2005. М., 2006. ISBN 5-98379-070-6
- Проблема «элиты» в сегодняшней России. М., 2007 (у співавторстві)
- Общественный разлом и рождение новой социологии: двадцать лет мониторинга. М., 2008 (у співавторстві)

### Деякі статті
- «Феномен Тейяра» и споры вокруг него // Вопросы философии. № 1. 1962.
- Проблемы использования количественных методов в социологии/ в сб.: Моделирование социальных процессов, М., 1970;
- Проблемы экономической антропологии у Маркса // Экономика и общество, сборник трудов ВНИИСИ, 1983, вып. 8;
- Игровые структуры в системах социального действия // Системные исследования. Методологические проблемы. 1984. М., 1984;
- Общественное мнение у горизонта столетий // Мониторинг общественного мнения: экономические и социальные перемены. 2000. № 6;
- Общественное мнение и общество на перепутьях 1999 года // Куда идёт Россия?.. Власть, общество, личность. М., 2000.
- Человек в корруптивном пространстве. Размышления на материале и на полях исследований // Мониторинг общественного мнения: экономические и социальные перемены. 2000. № 5.
- Элита и «массы» в процессах трансформации // Кто и куда стремится вести Россию?.. Акторы макро-, мезо- и микроуровней современного трансформационного процесса. М., 2001.
- Поколения ХХ века: возможности исследования // Мониторинг общественного мнения: экономические и социальные перемены. 2001. № 5.
- «Человек советский»: проблема реконструкции исходных форм // Мониторинг общественного мнения: экономические и социальные перемены. 2001. № 2.
- Механизмы и функции общественного доверия // Мониторинг общественного мнения: экономические и социальные перемены. 2001. № 3.
- Перспективы человека: предпосылка понимания // Мониторинг общественного мнения: экономические и социальные перемены. 2001. № 4.
- Варианты адаптационного поведения // Мониторинг общественного мнения: экономические и социальные перемены. 2002. № 1.
- Заметки о «проблеме поколений» // Мониторинг общественного мнения: экономические и социальные перемены. 2002. № 2.
- «Истина» и «правда» в общественном мнении: проблема интерпретации понятий // Мониторинг общественного мнения: экономические и социальные перемены. 2002. № 3.
- Отложенный Армагеддон? Год после 11 сентября 2001 года в общественном мнении России и мира // Мониторинг общественного мнения: экономические и социальные перемены. 2002. № 5.
- Рамки и варианты исторического выбора: несколько соображений о ходе российских трансформаций // Мониторинг общественного мнения: экономические и социальные перемены. 2003. № 2.
- Исторические рамки «будущего» в общественном мнении // Пути России: существующие ограничения и возможные варианты. М., 2004.
- Парадоксы и смыслы рейтингов: Попытка понимания[недоступне посилання з липня 2019] // Вестник общественного мнения, 2005, № 4, c.8-18
- Элитарные структуры в советской и постсоветской ситуации// Общественные науки и современность, 2007, № 6, с.5-15.

### Публічні лекції
- Человек советский [Архівовано 19 грудня 2008 у Wayback Machine.] (Публічні лекції «Полит. Ру», 8 квітня 2004 р.)
- Что может и чего не может социология [Архівовано 18 грудня 2008 у Wayback Machine.] (Публічні лекції «Полит. Ру», 16 грудня 2004 р.)

## Виноски
1. ↑  Ю. А. Левада. Лекции по социологии // Информационный бюллетень / Науч. совет АН СССР по проблемам конкретных социологических исследований. Серия: Методические пособия. № 5 (20), № 6 (21) / стор. 7-297 у: Левада Ю. А. Сочинения [Архівовано 31 березня 2020 у Wayback Machine.] [сост. Т. В. Левада].– Москва: Издатель Карпов Е. В., 2011. — 415 с. ISBN 978-5-9598-0147-2
2. ↑  М. Г. Пугачева. Институт конкретных социальных исследований Академии Наук СССР, 1968—1972 годы [Архівовано 28 вересня 2021 у Wayback Machine.]
3. ↑  «„Лекції не базуються на основоположній теорії та методології марксистсько-ленінської соціології — історичному та діалектичному матеріалізмі. У них відсутній класовий, партійний підхід до розкриття явищ радянської дійсності, не висвітлюється роль класів і класової боротьби як вирішальної сили розвитку суспільства, вони не знайшли належного відображення істотні аспекти ідеологічної боротьби, відсутня критика буржуазних соціологічних теорій“ (Із Записки МГК КПРС про ідейно-теоретичні помилки „Лекцій з соціології“ Ю. А. Левади в ЦК КПРС за підписом першого секретаря МГК КПРС В. В. Гришина. В книзі: Соціологія і влада. 1969—1972. М., 2001. С. 86).»